# Стіг Сундквіст
Стіг Су́ндквіст (швед. Stig Sundqvist, нар. 19 липня 1922, Боден — пом. 3 серпня 2011) — шведський футболіст, що грав на позиції фланговий півзахисника. Згодом — футбольний тренер.

## Клубна кар'єра
У дорослому футболі дебютував 1940 року виступами за команду «Норрчепінга», в якій провів десять сезонів.
1950 року перейшов до клубу «Рома», за який відіграв 3 сезони. Більшість часу, проведеного у складі «Роми», був основним гравцем команди. Завершив професійну кар'єру футболіста виступами за італійську команду в 1953 році
Помер 3 серпня 2011 року на 90-му році життя.

## Виступи за збірну
1949 року дебютував в офіційних матчах у складі національної збірної Швеції. Протягом кар'єри у національній команді, яка тривала усього 2 роки, провів у формі головної команди країни 11 матчів, забивши 3 голи.
У складі збірної був учасником чемпіонату світу 1950 року у Бразилії, на якому команда здобула бронзові нагороди.

## Тренерська кар'єра
Невдовзі після завершення виступів на футбольном полі прийняв пропозицію очолити тренерський штаб команди клубу «ГІФ Сундсвалль», з якою пропрацював протягом 1955–1958 років.

## Титули і досягнення
- Бронзовий призер чемпіонату світу: 1950